# Best bet
Best bet of 迎妻接福 is een TVB-serie dat zich afspeelt ten tijde van de Qing-dynastie. De Chinese naam 迎妻接福 is afgeleid van 迎春接福, wat een nieuwjaarsspreuk is en "de lente verwelkomen en geluk ontvangen" betekent. De serie werd tijdens Chinees Nieuwjaar in 2007, jaar van het varken, uitgezonden.
Het beginlied Sam sam seung yan 心心相印 is gezongen door Linda Chung.

## Rolverdeling
- Michael Tse als Ho Yee 賀義
- Linda Chung als To Lai-Ying 杜麗瑩/Sheila
- Wayne Lai als Tsang Tak-Shing 曾德勝
- Anne Heung als Kong Ma-Lei 江瑪莉/Kong Siu-Wai 江小惠
- Kwok Fung als Ho Nin 賀年
- Gordon Liu als Tsang Tai-Lik 曾大力
- Li Fung als Ho Lau-Fong
- Chan Hoi Yee als Ho Hei 賀喜
- Stephen Wong Ka Lok als Chuk Tin-Sau
- Carl Ng als Pak Fung ? ?
- Ngo Ka Nin als Tsang Tak-Kin 曾德健
- Gill Mohindepaul Singh als dokter Kam Po 金寶醫生

## Verhaal
Ho Yee komt uit een zeer rijke familie. Hij wordt uitgehuwelijkt met To Lai-Ying. Beiden vinden houden niet van elkaar, maar later verandert dat. Lai-Ying is fel tegen gokken, omdat zijn vader gokverslaafde was; terwijl Yee juist heel veel houdt van gokken. Yee verkoopt bijna alles aan de cash and carry om aan geld te komen om te gokken. Hij verkoopt zelfs zijn vrouw aan een mensenhandelaar. Lai-Ying wordt gelukkig teruggekocht door haar vrienden en familie. Aan het einde van de serie wordt Yee ter dood veroordeeld.